# 爱德华·豪斯
爱德华·曼德尔·豪斯（英語：Edward Mandell House；1858年7月26日—1938年3月28日），美国外交家，人称“豪斯上校”。是美国总统伍德罗·威尔逊、富兰克林·罗斯福的智囊高参，曾任驻英、法、德等国的总统代表，协助起草凡尔赛和约以及国际联盟盟约。

## 生平
1858年，出生于休斯顿的商人家庭。1880年，父亲去世。1881年，卖掉自己的农场进入银行业。1894年，任德克萨斯州州长的顾问。1902年，移居纽约。
1912年，被伍德罗·威尔逊总统聘请为顾问。1918年，代表美国出席协约国会议。1919年，巴黎和会，为美国代表团的成员。1932年，在众议院支持富兰克林·罗斯福。1938年，病逝。